# Lê Văn Xuân (cầu thủ bóng đá)
Lê Văn Xuân (sinh ngày 27 tháng 2 năm 1999) là một cầu thủ bóng đá chuyên nghiệp người Việt Nam hiện đang thi đấu ở vị trí hậu vệ cánh cho câu lạc bộ Hà Nội tại giải bóng đá vô địch quốc gia V-League 1 và Đội tuyển quốc gia Việt Nam.
Văn Xuân là sản phẩm của lò đào tạo bóng đá trẻ PVF (khoá 2). Anh từng được gọi lên đội tuyển U-22 Việt Nam vào năm 2019.

## Sự nghiệp
Sau khi tốt nghiệp lò đào tạo trẻ PVF, Văn Xuân cùng Lê Xuân Tú được CLB Hà Nội chiêu mộ, và thi đấu theo dạng cho mượn ở Hà Tĩnh trong 2 mùa giải 2018 và 2019.

## Danh hiệu

### Câu lạc bộ
PVF
- Vô địch Giải bóng đá thiếu niên toàn quốc: 2012
- Á quân Giải bóng đá U15 quốc gia: 2014
- Giải bóng đá U17 quốc gia
  - Vô địch: 2015
  - Á quân: 2016
- Vô địch Giải hạng Nhì quốc gia: 2016
- Á quân Giải bóng đá U19 quốc gia: 2017

Hồng Lĩnh Hà Tĩnh
- V.League 2: 2019

Hà Nội
- V.League 1: 2022

### Đội tuyển quốc gia
U-23 Việt Nam
- Huy chương vàng Đại hội Thể thao Đông Nam Á: 2021

## Thống kê sự nghiệp

### Đội tuyển quốc gia
| Đội tuyển | Năm       | Số trận | Số bàn |
| --------- | --------- | ------- | ------ |
| Việt Nam  | 2021      | 1       | 0      |
| Việt Nam  | 2022      | 2       | 0      |
| Việt Nam  | Tổng cộng | 3       | 0      |

### Bàn thắng quốc tế

#### U-23
| # | Ngày                 | Địa điểm                                          | Đối thủ           | Bàn thắng | Kết quả | Giải đấu                               |
| - | -------------------- | ------------------------------------------------- | ----------------- | --------- | ------- | -------------------------------------- |
| 1 | 27 tháng 10 năm 2021 | Sân vận động Dolen Omurzakov, Bishkek, Kyrgyzstan | Đài Bắc Trung Hoa | 1–0       | 1–0     | Vòng loại Cúp bóng đá U-23 châu Á 2022 |